# Quo vadis, Aida?
Quo vadis, Aida? är en bosnisk krigsdramafilm från 2020, regisserad av Jasmila Žbanić.
Filmen utspelar sig i den lilla staden Srebrenica, juli 1995. Huvudpersonen Aida jobbar som översättare åt FN. När de serbiska styrkorna övertar staden riskerar hennes man och två söner att falla offer för det som senare kom att kallas Srebrenicamassakern. Aida inser vad som är på väg att ske, och gör vad hon kan för att rädda sin familj.
Filmen hade världspremiär vid filmfestivalen i Venedig 2020, där den tävlade om Guldlejonet. Den blev även nominerad för en Oscar för bästa internationella långfilm.

## Rollista (i urval)
- Jasna Đuričić – Aida Selmanagić